# مینایا
مینایا دهستانی در استان آلباستهٔ اسپانیا است.
در این دهستان ۱۷۴۱ نفر زندگی می‌کنند. مساحت این دهستان ۶۹٫۶۲ کیلومتر مربع است.